# نيشان الجواهر التسع
نيشان الجواهر التسع ( (بالتايلندية: เครื่องราชอิสริยาภรณ์อันเป็นโบราณมงคลนพรัตนราชวราภรณ์)‏  تم الإنشاء في عام 1851 من قبل الملك مونغكوت (راما الرابع) من مملكة سيام ( تايلاند حاليًا).
يُمنح الترتيب لأفراد العائلة المالكة التايلاندية والمسؤولين رفيعي المستوى البارزين الذين قدموا خدمة للمملكة والذين هم أشخاص عاديون بوذيون نشطون. في الممارسة العملية ، هذا هو أعلى طلب تايلاندي يمنح للمواطنين التايلانديين ، حيث يتم حجز الأمرين الأعلى للعائلة المالكة أو رؤساء الدول الأجنبية.

## تاريخ
ويستند الترتيب على نموذج أوامر الفروسية والجدارة الأوروبية. الأحجار الكريمة التسعة هي الشكل التايلاندي للتميمة الملكية الهندوسية الأصلية المعروفة باسم نافاراتنا وتتألف في شكلها الأصلي من حلقة من الذهب تحمل الأحجار الكريمة التسعة الممنوحة لجنرال تايلاندي بعد فوزه بانتصار عسكري مهم وهي أيضًا جزء من الشارة الملكية الممنوحة للملك التايلاندي عند تتويجه . لا تزال هذه الخاتم جزءًا من شارة النظام والتي يرتديها أعضاء النظام الذكور. تشكل الأحجار الكريمة التسعة للتميمة الملكية جزءًا لا يتجزأ من كل من الشارة ونجم النظام.
الجواهر التسعة والفوائد المقابلة التي تمنحها لحاملها هي:
- الماس - القوة والثروة والنجاح على الأعداء
- روبي - النجاح وطول العمر
- الزمرد - القوة والأمن
- الياقوت الأصفر - الكرمة والحب
- العقيق - الصحة وطول العمر
- الياقوت الأزرق - الحب والثروة
- اللولو - النقاء والسعادة والنجاح على الأعداء
- الزركون / توباز - الثروة والنجاح في الشؤون القانونية
- عين القط - الحماية بالأرواح ومن النار [1]

## الشارة

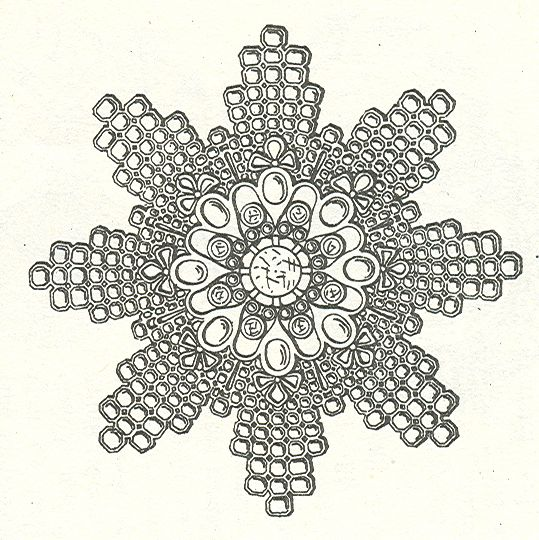
وسام الجواهر التسعة (نجمة الثدي)

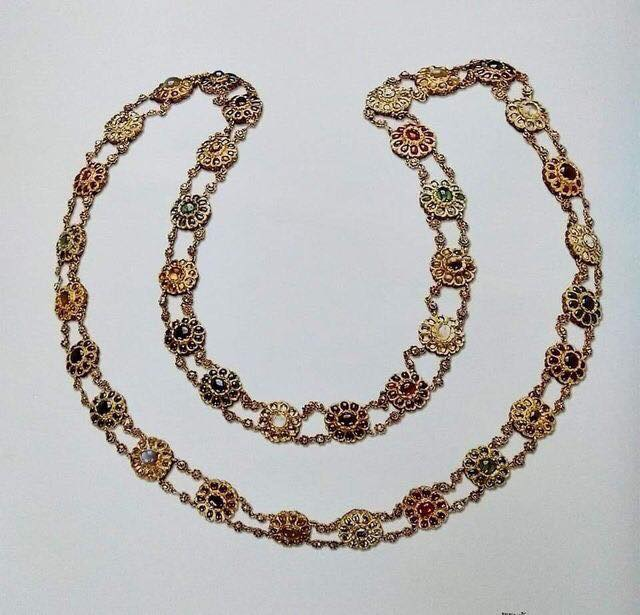
شارة السيد الأكبر صاحب السيادة على وسام الأحجار الكريمة التسعة

تتكون الزخرفة من فئة واحدة (فارس). الشارة هي:
- قلادة الأحجار الكريمة التسعة ، على وشاح أصفر بزخرفة حمراء وزرقاء وخضراء ، تلبس فوق الكتف الأيمن إلى الفخذ الأيسر (للرجال). بالنسبة للنساء ، قلادة الأحجار الكريمة التسعة متصلة بشريط من الحرير ، يتم ارتداؤه على الكتف الأيسر الأمامي.
- نجمة الجواهر التسع ، لارتدائها على الصدر الأيسر.
- خاتم ذهبي من الجواهر التسعة ، للرجال ، يرتديه السبابة اليمنى.
- The Sovereign Grand of the Order هو Knight لكنه أضاف سلسلة وشاح الأحجار الكريمة التسعة أعلاه لارتدائه على الكتف الأيمن إلى الورك الأيسر فوق شارة الوشاح والنجمة مزينة بالماس.

## قائمة الملوك

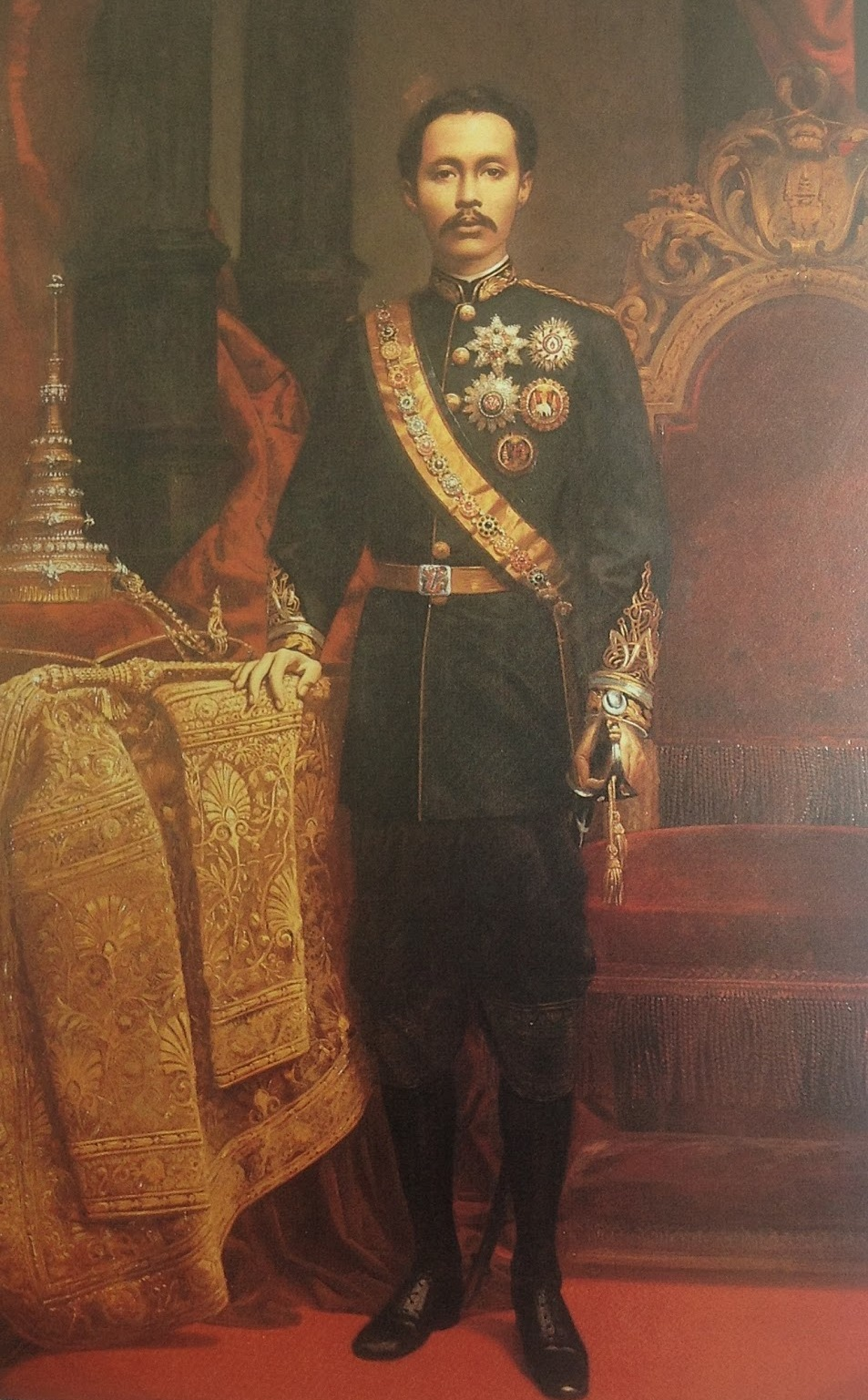
الملك شولالونغكورن يرتدي وشاح كتفه الأيمن ، مع سلسلة من الأحجار الكريمة التسعة فوقه ونجمة على صدره الأيسر.

| سنين                  | اسم                                   |
| --------------------- | ------------------------------------- |
| 1851-1868             | الملك مونغكوت (راما الرابع)           |
| ١٨٦٨-١٩١٠             | الملك شولالونغكورن (راما الخامس)      |
| 1910-1925             | الملك فاجيرافوده (راما السادس)        |
| 1925-1935             | الملك براجاديبوك (راما السابع)        |
| 1935-1946             | الملك أناندا ماهيدول (راما الثامن)    |
| 1946 - 2016           | الملك بوميبول أدولياديج (راما التاسع) |
| 2016 إلى الوقت الحاضر | الملك فاجيرالونجكورن (راما العاشر)    |

## قائمة المستفيدين
Highlights indicate living members

### الفرسان الملكي
| عام  | الإسم                                                   | عين من قبل  | المرجع.. |
| ---- | ------------------------------------------------------- | ----------- | -------- |
| 1851 | الملك بينكلاو                                           | راما الرابع | [ 2 ]    |
| 1851 | الأمير ونغسا ديراج سنيد                                 | راما الرابع | [ 2 ]    |
| 1851 | الأمير ماحيسوان سيوويلات                                | راما الرابع | [ 2 ]    |
| 1851 | أمير Witsanunat Niphathon                               | راما الرابع | [ 2 ]    |
| 1851 | الإمبراطور نابليون الثالث                               | راما الرابع |          |
| 1869 | الأمير ويتشان                                           | راما الخامس |          |
| 1869 | الأمير ديفيس واشاريندرا                                 | راما الخامس |          |
| 1869 | الأمير بامراب بوراباك                                   | راما الخامس |          |
| 1869 | الأمير تشاتورونراسمي                                    | راما الخامس | [ 2 ]    |
| 1869 | الأمير بهانورانجسي سافانجونجسي                          | راما الخامس | [ 3 ]    |
| 1879 | الأمير فوراساكدا فيسان                                  | راما الخامس | [ 4 ]    |
| 1886 | ولي العهد ماها فاجيرونهيس                               | راما الخامس |          |
| 1886 | الأمير ديفاونجسي فاروبراكار                             | راما الخامس | [ 5 ]    |
| 1893 | الأمير بودين فايسانسوفون                                | راما الخامس | [ 6 ]    |
| 1893 | الأمير نارس فاراريدي                                    | راما الخامس | [ 6 ]    |
| 1893 | الأمير نارسارا نواتيونج                                 | راما الخامس | [ 6 ]    |
| 1894 | الأمير جاجانانجا يوكالا                                 | راما الخامس | [ 7 ]    |
| 1894 | الأمير باريباترا سوخومباندو                             | راما الخامس | [ 8 ]    |
| 1894 | الأمير سوماتيونغسي فارودايا                             | راما الخامس | [ 8 ]    |
| 1894 | الأمير تشاكرابونغسي بوفاناث                             | راما الخامس | [ 9 ]    |
| 1894 | الأمير يوجالا ديجامبارا                                 | راما الخامس | [ 9 ]    |
| 1895 | الإمبراطور غوانغشو ملك تشينغ                            | راما الخامس |          |
| 1901 | الأمير أسدانغ ديجافوده                                  | راما الخامس | [ 2 ]    |
| 1901 | الأمير دمرونج راجانوباب                                 | راما الخامس | [ 10 ]   |
|      | الأمير ساوانغ تشاكراباند                                | راما الخامس |          |
| 1911 | الأمير ماهيدول أدولياديج                                | راما السادس | [ 11 ]   |
| 1911 | الأمير شودادوج داراديلوك                                | راما السادس | [ 11 ]   |
| 1911 | الأمير ثونغثيم ثافالياونغسي                             | راما السادس | [ 12 ]   |
| 1911 | الأمير سواس ديبراوات                                    | راما السادس | [ 12 ]   |
| 1911 | الأمير كيتياكارا فورالاكسانا                            | راما السادس | [ 12 ]   |
| 1911 | الأمير برافيترا فادهانودوم                              | راما السادس | [ 12 ]   |
| 1911 | الأمير شيرابراتي فورادي                                 | راما السادس | [ 12 ]   |
| 1912 | الأمير شومفون سومفوت                                    | راما السادس | [ 13 ]   |
| 1912 | الأمير رافي فاتثاناساك                                  | راما السادس | [ 13 ]   |
| 1913 | الأمير سفاستي                                           | راما السادس | [ 14 ]   |
| 1914 | الأمير سوخاسدي                                          | راما السادس | [ 15 ]   |
| 1914 | الأمير كاشيمسانتا شوباغا                                | راما السادس | [ 16 ]   |
| 1920 | الأمير أبهاكارا كيارتيفونغسي                            | راما السادس | [ 17 ]   |
| 1920 | الأمير ناراتيب برافانفونج                               | راما السادس | [ 18 ]   |
| 1922 | الأمير بووراترا جاياكارا                                | راما السادس | [ 19 ]   |
| 1931 | الأمير فوديجايا تشاليرملابها                            | راما السابع | [ 20 ]   |
| 1941 | الأمير أديتيا ديبابها                                   | راما الثامن | [ 21 ]   |
| 1950 | الأمير رانجسيت برايوراساكدي                             | راما التاسع | [ 22 ]   |
| 1973 | ولي العهد ماها فاجيرالونجكورن (لاحقًا الملك راما العاشر) | راما التاسع | [ 23 ]   |

### السيدات الملكية
| عام  | اسم                                                      | عين من قبل  | المرجع. |
| ---- | -------------------------------------------------------- | ----------- | ------- |
| 1879 | الملكة سوناندا كوماراتانا                                | راما الخامس |         |
| 1893 | الملكة سافانج فادانا                                     | راما الخامس |         |
|      | الملكة سوفابها فونجسري                                   | راما الخامس |         |
|      | الملكة سوخومالا مراسري                                   | راما الخامس | [ 24 ]  |
| 1903 | الأميرة سودها ديباراتانا                                 | راما الخامس | [ 25 ]  |
| 1905 | الأميرة يوفامالايا نارومالا                              | راما الخامس | [ 26 ]  |
|      | الأميرة القرينة سايسافالي بيروميا                        | راما الخامس | [ 26 ]  |
| 1911 | الأميرة فالايا أونغكورن                                  | راما السادس | [ 12 ]  |
| 1920 | الأميرة ماليني نوبهادارا                                 | راما السادس | [ 27 ]  |
|      | الأميرة نيبها نوبهادول                                   | راما السادس |         |
| 1922 | الملكة إندراساكدي ساتشي (تدهورت لاحقًا إلى قرينة الأميرة) | راما السادس | [ 28 ]  |
| 1925 | الملكة رامباي بارني                                      | راما السابع | [ 29 ]  |
| 1926 | الأميرة سومافادي                                         | راما السابع | [ 30 ]  |
| 1931 | الأميرة نبهورن برابها                                    | راما السابع | [ 31 ]  |
| 1950 | الملكة سيريكيت                                           | راما التاسع | [ 32 ]  |
| 1961 | والدة الأميرة سريناغاريندرا                              | راما التاسع | [ 33 ]  |
| 1977 | الأميرة سيريندهورن                                       | راما التاسع | [ 34 ]  |
| 1983 | الأميرة جالياني فادانا                                   | راما التاسع | [ 35 ]  |
| 1993 | الأميرة تشولابورن                                        | راما التاسع | [ 36 ]  |
| 2019 | الملكة سوثيدا                                            | راما العاشر | [ 37 ]  |
| 2019 | الأميرة Soamsawali                                       | راما العاشر | [ 38 ]  |
| 2019 | الأميرة باجراكيتيابها                                    | راما العاشر | [ 39 ]  |

### فرسان
| عام  | اسم                                              | عين من قبل  | المرجع. |
| ---- | ------------------------------------------------ | ----------- | ------- |
| 1869 | سري سوريونجسي (تشوانغ بوناغ)                     | راما الخامس | [ 2 ]   |
| 1886 | Surawongwaiwat (البالية بوناغ)                   | راما الخامس | [ 5 ]   |
| 1920 | Bodindechanuchit (Mom Rajawongse Arun Chatrakul) | راما السادس | [ 18 ]  |
| 1924 | يومراج (بان سوخوم)                               | راما السادس | [ 2 ]   |
| 1941 | Phichayendrayodhin (Um Indrayodhin)              | راما الثامن | [ 21 ]  |
| 1941 | Plaek Phibunsongkhram                            | راما الثامن | [ 40 ]  |
| 1945 | بريدي بانوميونغ                                  | راما الثامن | [ 41 ]  |
| 1959 | ساريت ثانارات                                    | راما التاسع | [ 42 ]  |
| 1988 | بريم تينسولانوندا                                | راما التاسع | [ 43 ]  |
| 1996 | سانيا دارماساكتي                                 | راما التاسع | [ 44 ]  |